# Боровчићи
Боровчићи су насељено мјесто у општини Невесиње, Република Српска, БиХ. Према попису становништва из 1991. у насељу је живјело 178 становника.

## Становништво
На Попису 1991. године овдје су живјеле породице: Чолић, Еминовић, Милишић, Реџић, Тињак, Туцовић, Тулек и Злојо.
| Демографија | Демографија | Демографија |
| Година      | Становника  | Становника  |
| ----------- | ----------- | ----------- |
| 1961.       | 236         |             |
| 1971.       | 275         |             |
| 1981.       | 229         |             |
| 1991.       | 176         |             |